# ریل‌دی
ریل‌دی (انگلیسی: RealD) شرکت رسانه‌ای آمریکایی است، که در سال ۲۰۰۳ تأسیس شد.